# Verdrag van Lyon (1601)
Het Verdrag van Lyon is een verdrag tussen Frankrijk, Spanje en Savoye uit 1601. Het werd door Karel Emanuel I van Savoye en Hendrik IV op 17 januari 1601 gesloten.
Gebaseerd op de voorwaarden van het verdrag, gaf Hendrik IV van Frankrijk Saluzzo terug aan Savoye. In ruil daarvoor kreeg hij Bugey, Valmorey, Gex en Bresse. Uiteindelijk werd het gebied van Bresse toegevoegd aan de Franse militaire regering van Bourgondië.